# Cimitero degli Invalidi
Il cimitero degli Invalidi (Invalidenfriedhof) è uno dei cimiteri più antichi di Berlino ed è stato creato nel 1748 per accogliervi le spoglie di militari prussiani ed è situato nel quartiere di Mitte. Posto sotto tutela monumentale (Denkmalschutz), in seguito all'abbattimento del Muro di Berlino è stato inserito nel piano di protezione dei monumenti e giardini storici e ne è iniziato il restauro.

## Storia
Nel 1746 il re Federico II di Prussia ordinò di costruire un Ospedale degli Invalidi su un terreno a nord-est della Zoll- und Akzisemauer, la cinta daziaria della città, poco distante dall'Ospedale universitario della Charité. Fin dalla sua apertura, il 15 novembre 1748, vi furono ricoverati i soldati mutilati (lahme Kriegsleut) che, per quanto possibile, dovevano provvedere ai propri bisogni e dovevano inoltre occuparsi di mantenere i giardini del luogo.
Erano già stati redatti progetti di un complesso chiamato Ospizio dei soldati invalidi, risalenti ai tempi di Federico I di Prussia e di Federico Guglielmo I di Prussia, ma fu solo per via della grande quantità di feriti militari delle due guerre di Slesia (1740-1742 e 1744-1745) che Federico il Grande si decise a far realizzare il progetto. Il terreno su cui sorse l'ospedale occupava circa 134 ettari e si trovava a nord dell'ospedale su un'area dove sorgeva un mulino a vento della Kirschallee, poi Scharnhorststraße nel 1860. La prima sepoltura, oggi non più esistente, nel cimitero militare fu di un sottufficiale cattolico di nome Hans-Michael Neumann, inumato il 20 dicembre 1748.
Inizialmente il "cimitero della Comunità degli Invalidi" comprendeva solo la parte nord-est del terreno, dove furono sepolti pure i generali incaricati del comando dell'Ospedale degli Invalidi, e cioè la divisione chiamata Kommandantengräber che si trovava dove, attualmente, sono situati gli uffici e il lapidario. Dal 1769 le autorità decisero di annettere al cimitero anche i terreni che si trovavano a ovest della prima parte del cimitero, mentre la parte restante dell'odierno cimitero, ancora nel XVIII secolo, era terreno coltivato.
Era invece un prato incolto il settore sud-est, che arrivava fino alla zona nella quale si trovavano le tombe degli ufficiali del Landwehr, dove oggi scorre il Berlin-Spandauer Schifffahrtskanal che collega i due fiumi Havel e Sprea e dove passava il Muro di Berlino. Molte tombe furono eliminate proprio per questo motivo e anche questa fu la ragione per cui la famiglia di Manfred von Richthofen chiese che i suoi resti fossero spostati nella tomba di famiglia a Wiesbaden.

## Sepolture famose
- Rudolf Berthold (1891-1920)
- Hans Hartwig von Beseler (1850-1921)
- Moritz von Bissing (1844-1917)
- Hermann von Boyen (1771-1848)
- Karl von Bülow (1846-1921)
- Marga von Etzdorf (1907-1933)
- Ludwig von Falkenhausen (1844-1936)
- Werner von Fritsch (1880-1939)
- Josias von Heeringen (1850-1926)
- Reinhard Heydrich (1904-1942), il cippo è scomparso, ma il corpo è ancora sepolto
- Max Hoffmann (1869-1927)
- Hans-Valentin Hube (1890-1944)
- Werner Mölders (1913-1941)
- Maximilian von Prittwitz (1848-1917)
- Walter von Reichenau (1884-1942)
- Manfred von Richthofen (1892-1918), sepolto nel cimitero nel 1925 e trasferito a Wiesbaden nel 1976
- Hans von Seeckt (1866-1936)
- Gerhard von Scharnhorst (1755-1813)
- Alfred von Schlieffen (1833-1913)
- Rudolf Schmundt (1896-1944)
- Wilhelm Solf (1862-1936)
- Fritz Todt (1891-1942), il cippo è scomparso, ma il corpo è ancora sepolto
- Ernst Udet (1896-1941)
- Hermann Göring (1893-1946)

## Note

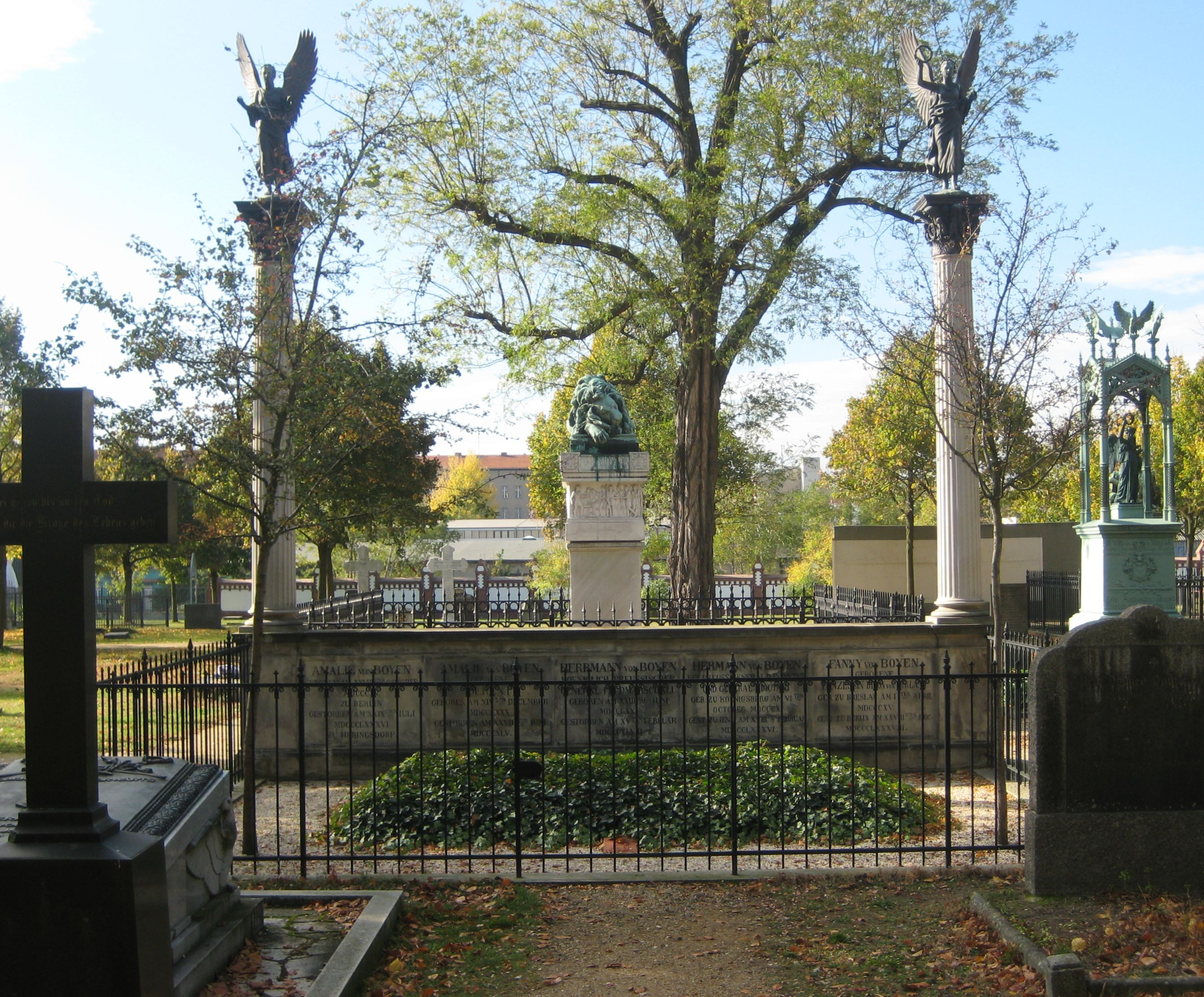
Monumento funebre della famiglia von Boyen
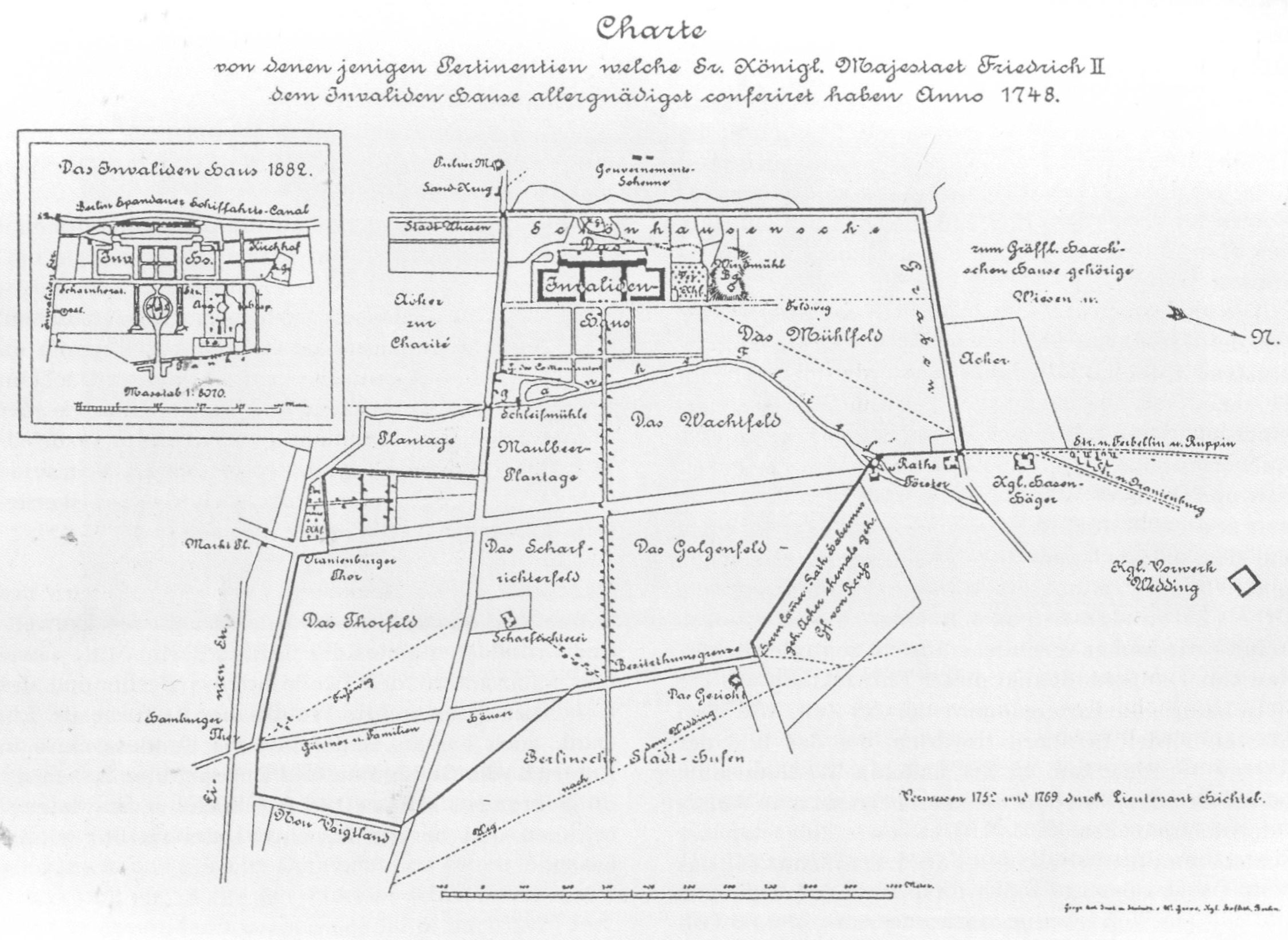
Progetto dell'Ospedale degli invalidi con i giardini del 1748, e del Cimitero degli Invalidi (1882).
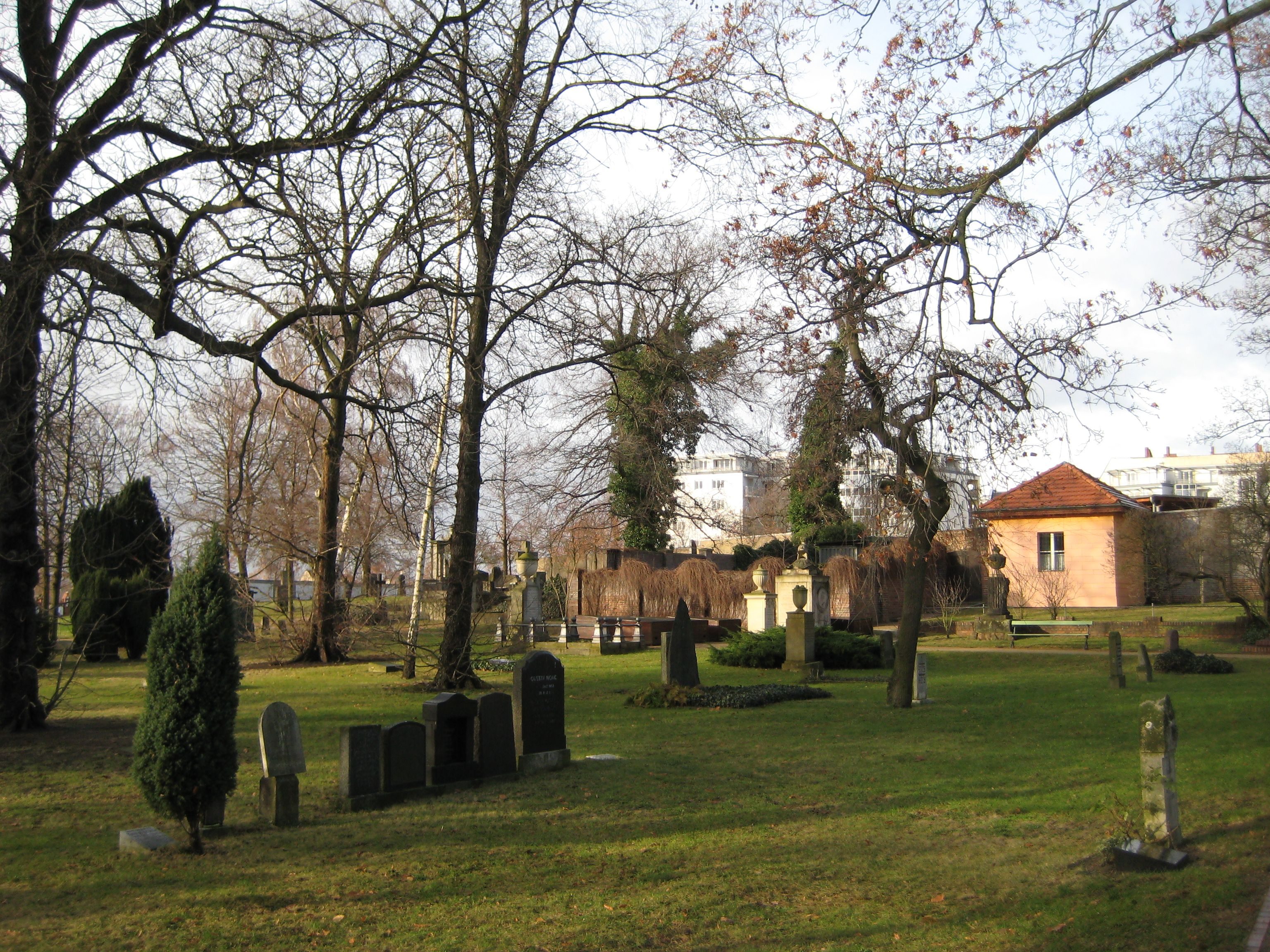
La parte originaria del Cimitero degli Invalidi. In secondo piano, il settore dei generali.
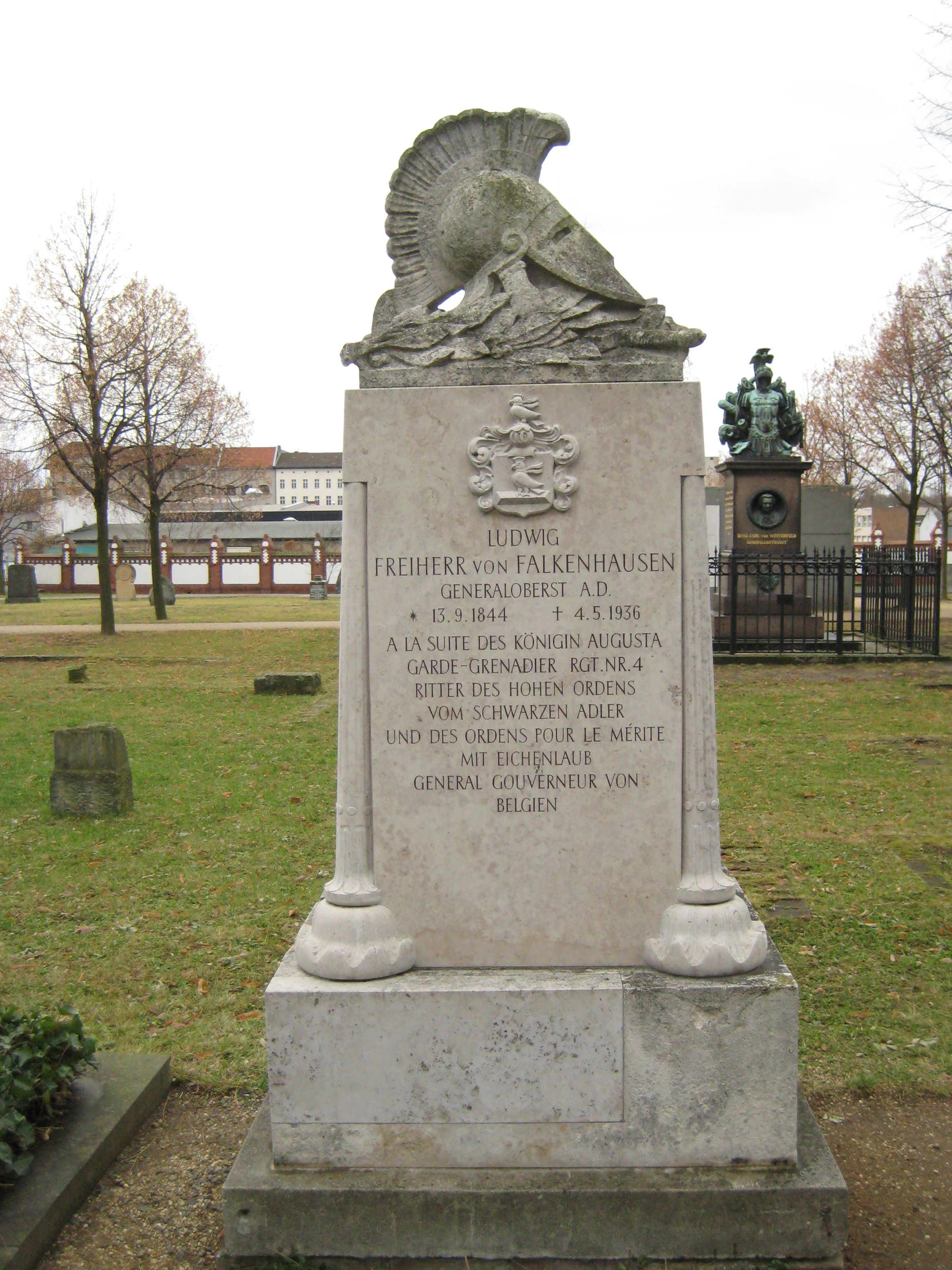
Tomba del generale von Falkenhausen